# رودولف ديلسون
رودولف ديلسون (بالإنجليزية: Rudolph Delson)‏ (26 مارس 1975، سان خوسيه في الولايات المتحدة)؛ روائي أمريكي. درس في جامعة ستانفورد.